# Sepultura
Sepultura je brazilski hevi metal bend iz Belo Horizontea. Najveću popularnost imali su dok je pevač benda bio Maks Kavalera.

## O bendu
Bend su 1984. godine formirali braća Maks (pevač) i Igor Kavalera (bubnjar). Ime benda na portugalskom znači "grobnica". U ranijoj fazi su svirali kombinaciju det i treš metala, a smatra ih se i jednima od osnivača gruv metala. Do sada su izdali jedanaest studijskih albuma, od kojih su najpoznatiji Arise, Chaos A.D. i Roots. Najuspešnije razdoblje benda zaključeno je 1996, kada je Maks Kavalera napustio bend. Zamijenio ga je amerikanac Derik Grin. Do danas, bend je prodao više od 15 miliona albuma širom sveta, od kojih su neki u pojedinim državama dobili zlatnu i platinastu nakladu.

## Članovi
Sadašnja postava
- Derik Grin – vokal (1997.–)
- Andreas Kisser – gitara, prateći vokal (1987.–)
- Paulo Jr. – bas gitara (1984.-)
- Džin Dolabela – bubnjevi, udaraljke (2006.–)

Bivši članovi
- Vagner Lamunier – vokal (1984–1985)
- Hairo Džuedes – gitara (1985.–1987)
- Maks Kavalera – vokal, gitara (1985.–1996)
- Igor Kavalera – bubnjevi, udaraljke (1984.–2006)
- Roberto Rafan - bas gitara (1984)

## Diskografija
Studijski albumi
- Morbid Visions (1986)
- Schizophrenia (1987)
- Beneath the Remains (1989)
- Arise (1991)
- Chaos A.D. (1993)
- Roots (1996)
- Against (1998)
- Nation (2001)
- Roorback (2003)
- Dante XXI (2006)
- A-Lex (2009)
- Kairos (2011)
- The Mediator Between Head and Hands Must Be the Heart (2013)
- Machine Messiah (2017)
- Quadra (2020)

## Spoljašnje veze
- Zvanična prezentacija benda Архивирано на веб-сајту  (21. септембар 2010)